# Casarão de Nhô-Nhô de Manduca
O Casarão de Nhô-Nhô de Manduca é um bem tombado localizado no município de Cuiabá, no Mato Grosso. Fica situado na Rua Barão de Melgaço, n.° 3.963, Centro Norte.

## História
O Casarão costumava receber os festejos de São Benedito de Cuiabá. Antigamente, as festas aconteciam de forma isolada em suas residências, porém, a partir de 1974, a comunidade local optou por escolher uma casa típica cuiabana, a Casa de Bem-Bem. A propriedade foi cenário das celebrações de São Benedito até 1981.
Em dezembro de 2017, parte da fachada do Casarão desabou durante as chuvas torrenciais que caíram na cidade. Ao todo, aproximadamente 80% da fachada ficou comprometida. Àquela altura, havia uma obra de revitalização em andamento orçada em R$ 2,1 milhões. Por solicitação de Constança Palma Farias, proprietária do imóvel, a Justiça Federal determinou uma intervenção técnica imediata da Prefeitura Municipal de Cuiabá e do Instituto do Patrimônio Histórico e Artístico Nacional (IPHAN) com a intenção de garantir a integralidade da estrutura restante da propriedade, que é tombada como patrimônio histórico.
O Casarão foi tombado como Patrimônio Histórico através da portaria estadual n.º 10/1998 publicada no Diário Oficial de Mato grosso em 8 de junho de 1998, e portaria federal n.º 10/1992 publicada no Diário Oficial da União em 06 de novembro de 1992.